# كارل غوستاف بيرنولي
كارل غوستاف بيرنولي (و. 1834 – 1878 م) هو عالم نبات، وعالم آثار سويسري، ولد في بازل، توفي في سان فرانسيسكو، عن عمر يناهز 44 عاماً.